# Panagiotis Thanassoulis
Panagiotis Thanassoulis är en grekisk skådespelare.

## Roller (i urval)
- {1990) – Singapore Sling
- (2000) - Mavro Gala
- (2001) - Kapten Corellis Mandolin